# Aristoteles (kráter)
Aristoteles je měsíční impaktní kráter nacházející se poblíž jižního okraje Mare Frigoris (Moře chladu) a východně od pohoří Montes Alpes (Alpy) na přivrácené straně Měsíce. Mohutný kráter s terasovitými valy má průměr 87 km , pojmenován je podle řeckého filosofa Aristotela. Na jeho dně je skupinka nevelkých centrálních kopců. Jižně od něj leží menší kráter Eudoxus (průměr 67 km), společně s Aristotelem tvoří charakteristickou dvojici pro pozorovatele ze Země.
Menší kráter Mitchell se dotýká východního okraje Aristotela. Na opačné západní straně se nacházejí zbytky lávou zaplaveného kráteru Egede.

## Satelitní krátery

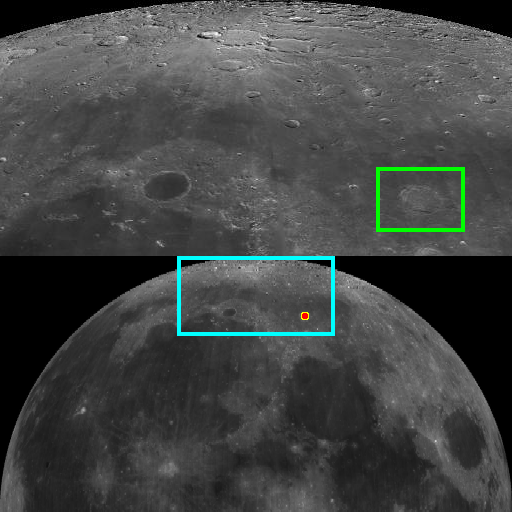
Kráter Aristoteles.

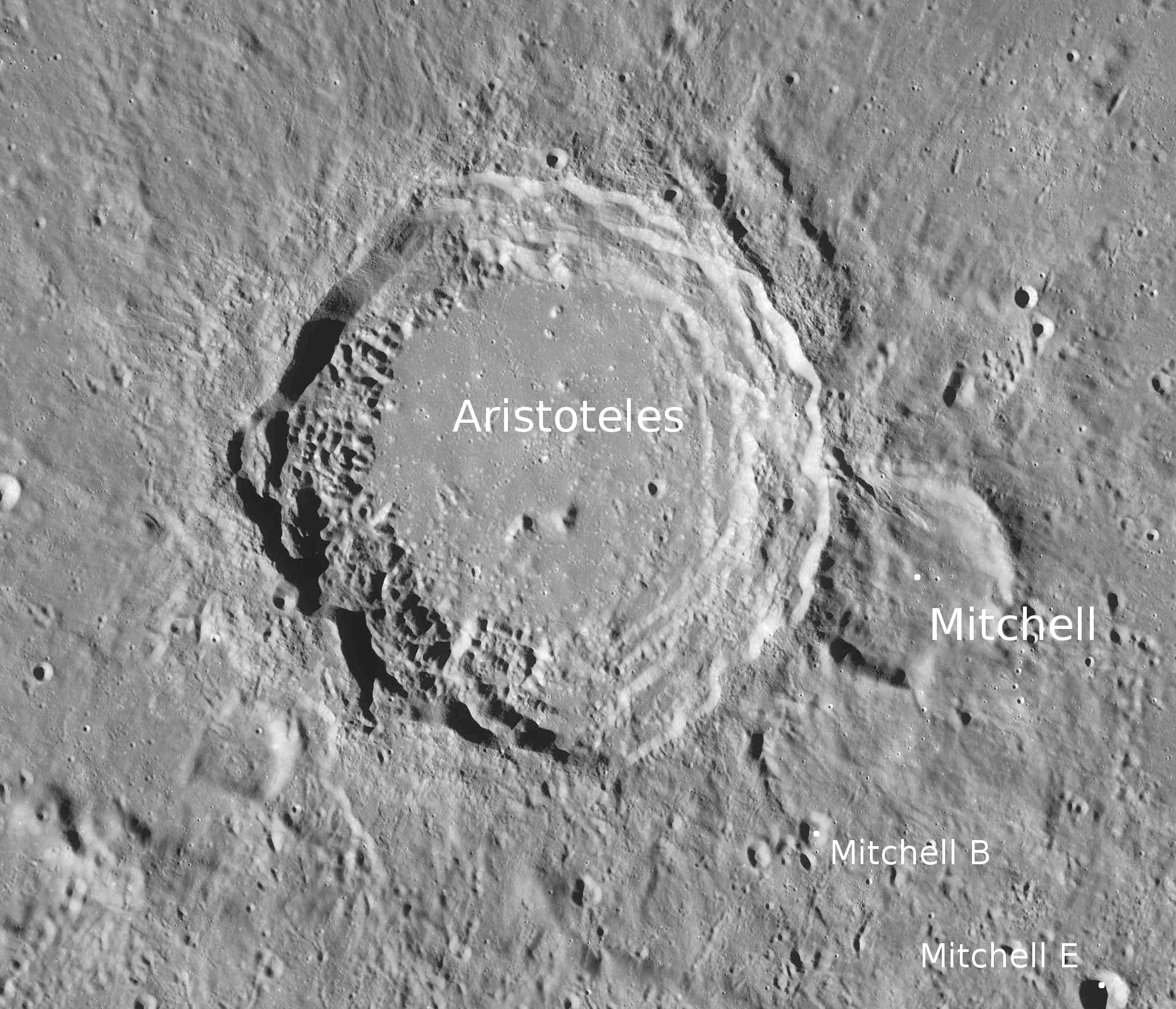
Krátery Aristoteles a Mitchell.

V okolí kráteru se nachází několik dalších kráterů. Ty byly označeny podle zavedených zvyklostí jménem hlavního kráteru a velkým písmenem abecedy.
| Aristoteles | Sel. šířka | Sel. délka | Průměr |
| ----------- | ---------- | ---------- | ------ |
| D           | 47.5° S    | 14.7° V    | 5,6 km |
| M           | 53.5° S    | 27.3° V    | 7 km   |
| N           | 52.9° S    | 26.8° V    | 5,3 km |